# Галдор Галдерсон
Галдор Галдерсон (англ. Haldor Halderson, 7 січня 1898, Вінніпег — 1 серпня 1965) — канадський хокеїст, що грав на позиції захисника. Грав за збірну команду Канади.
Володар Кубка Стенлі.

## Ігрова кар'єра
Професійну хокейну кар'єру розпочав 1921 року.
Протягом професійної клубної ігрової кар'єри, що тривала 17 років, захищав кольори команд «Детройт Кугарс» (НХЛ) та «Торонто Мейпл-Ліфс» (НХЛ).
Виступав за збірну Канади.
У 1925 році, граючи за команду «Вікторія Кугарс», став володарем Кубка Стенлі.
Загалом провів 44 матчі в НХЛ.